# Roger Lenhart
Roger Lenhart (* 25. Juli 1958 in Rüsselsheim) ist ein deutscher Politiker (CDU) und war Mitglied des Hessischen Landtages.
Nach dem Wirtschaftsabitur 1978 absolvierte er eine Ausbildung als Industriekaufmann und studierte ab 1981 in Frankfurt Rechtswissenschaft. Das Erste juristische Staatsexamen legte er im Jahre 1987 ab, anschließend folgte ein Rechtsreferendariat und das zweite juristische Staatsexamen im Jahre 1990. Seitdem übte er eine Tätigkeit als Rechtsanwalt und Berater für Versicherungs- und Finanzdienstleistungen aus.
Lenhart ist Mitglied der CDU seit 1982 und war Vorsitzender des Stadtverbandes von 1999 bis 2008. Als direkt gewählter Abgeordneter gehörte er für den Wahlkreis Groß-Gerau I (bestehend aus Bischofsheim, Ginsheim-Gustavsburg, Kelsterbach, Nauheim, Raunheim und Rüsselsheim) dem Hessischen Landtag eine Legislaturperiode lang an. Bei der Landtagswahl in Hessen 2008 erzielte er 32,4 % der Erststimmen und unterlag damit seiner SPD-Konkurrentin Renate Meixner-Römer.